# سكيب يونغ (ممثل)
سكيب يونغ (بالإنجليزية: Skip Young)‏ هو ممثل أمريكي، ولد في 14 مارس 1930 في سان فرانسيسكو في الولايات المتحدة، وتوفي في 17 مارس 1993 في أببل فالي في الولايات المتحدة بسبب السكري.